# Cournon-d'Auvergne

Cournon-d'Auvergne este o comună în departamentul Puy-de-Dôme, Franța. În 1 ianuarie 2022 avea o populație de 20.020 de locuitori.